# Yadier Molina
Yadier Benjamin Molina (Bayamón, 13 luglio 1982) è un giocatore di baseball portoricano, ricevitore per i St. Louis Cardinals della Major League Baseball.

## Carriera

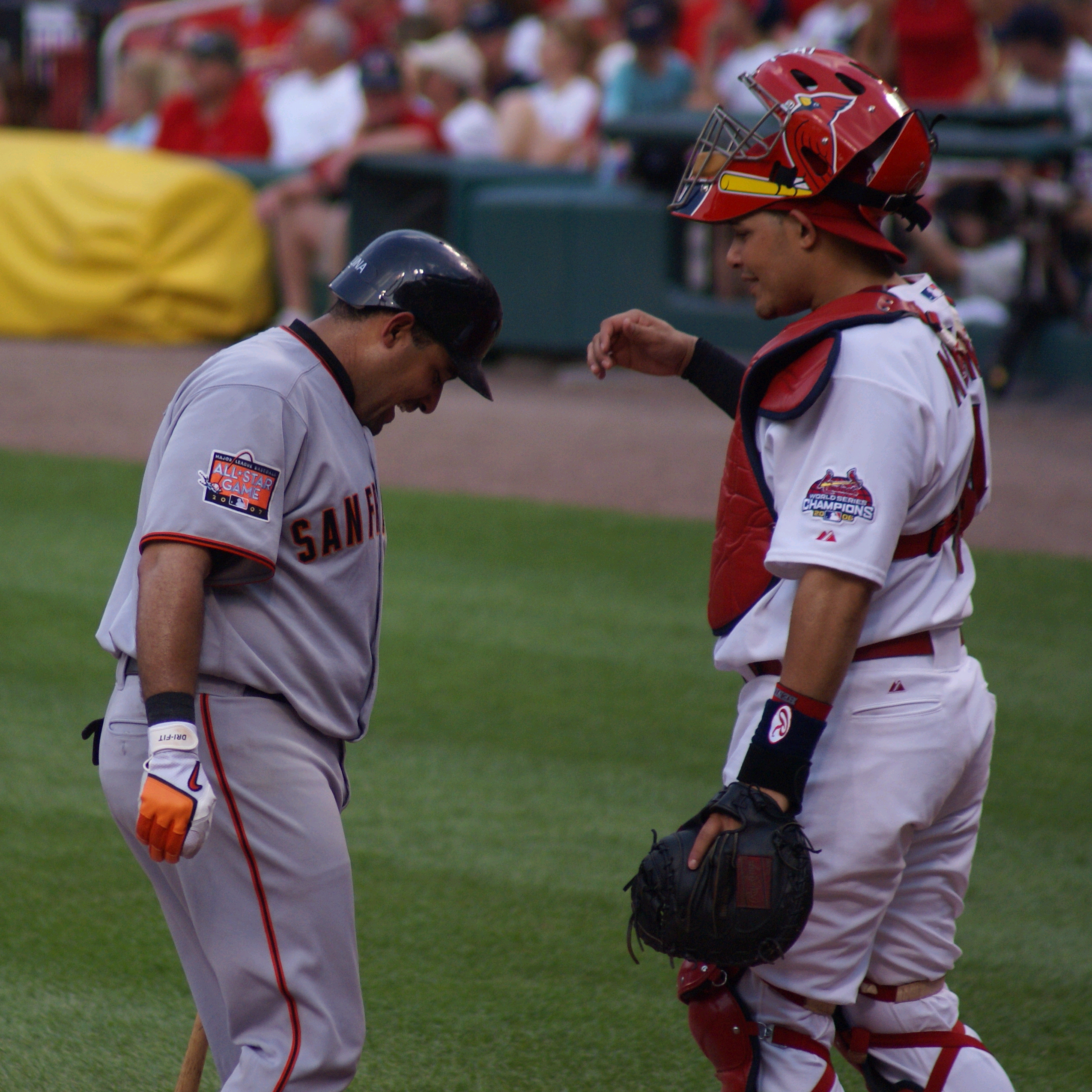
Yadier Molina (sinistra) con il fratello Bengie nel 2007

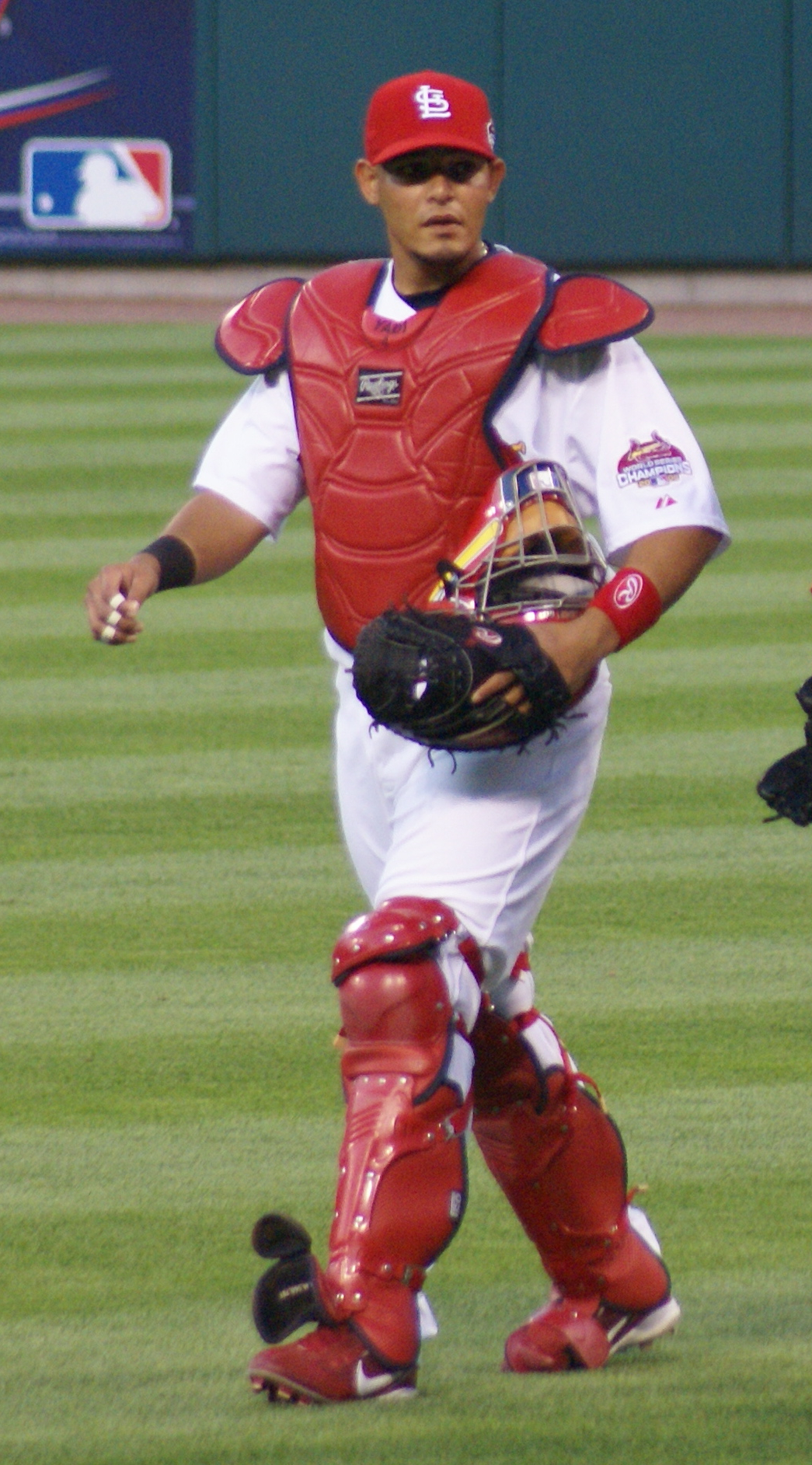
Molina nel 2007

Molina si diplomò alla scuola superiore Ladislao Martinez di Vega Alta a Porto Rico, prima di venire selezionato, nel quarto turno del draft MLB 2000 dai St. Louis Cardinals. Iniziò la carriera nel professionismo nel 2001 nella Classe Rookie, passando nel 2002 in Classe A, nel 2003 in Doppia-A e in Tripla-A nel 2004.
Debuttò nella MLB il 3 giugno 2004, al PNC Park di Pittsburgh contro i Pittsburgh Pirates. Terminata la stagione regolare accedette con la squadra al post stagione, e successivamente scese in campo nelle World Series 2004, perse infine dai Cardinals contro i Boston Red Sox.
Nel 2006 vinse le sue prime World Series. Nel 2007 venne premiato per la prima volta con il Fielding Bible Award, l'anno seguente con il guanto d'oro (che vincerà consecutivamente fino al 2015) e nel 2009 venne convocato la prima volta per l'All-Star Game (convocazione che otterrà consecutivamente fino al 2015).
Nel 2011 divenne campione delle World Series per la seconda volta. Nel 2013 vinse il Silver Slugger Award, come miglior ricevitore in fase di battuta della National League
Dopo due anni senza riconoscimenti, nel 2018 venne convocato per la nona volta per l'All-Star Game, oltre a essere premiato con il guanto d'oro e con il suo primo Roberto Clemente Award.

## Nazionale
Yadier Molina venne convocato per il primo World Baseball Classic nel 2006 e partecipò alle tre successive edizioni nel 2009, 2013 e 2017.

## Palmarès

### Club
- World Series: 2

St. Louis Cardinals: 2006, 2011

### Individuale
- MLB All-Star: 10

2009-2015, 2017, 2018, 2021
- Guanti d'oro: 9

2008-2015, 2018
- Silver Slugger Award: 1

2013
- Defensive Player of the Year: 2

2012, 2013
- Guanto di Platino: 4

2011, 2012, 2014, 2015
- Fielding Bible Award: 6

2007-2010, 2012, 2013
- Roberto Clemente Award: 1

2018
- Giocatore della settimana: 1

NL: 1º settembre 2019

### Nazionale
- World Baseball Classic:  2 Medaglie d'Argento

Team Porto Rico: 2013, 2017